# 1969 Алайн
1969 Алайн (1935 CG, 1930 FZ, 1952 HW3, 1952 KH1, 1969 Alain) — астероїд головного поясу, відкритий 3 лютого 1935 року.
Тіссеранів параметр щодо Юпітера — 3,203.